# توماس هويل وليامز إدريس
توماس هويل وليامز إدريس (بالإنجليزية: Thomas Howell Williams Idris)‏ هو سياسي بريطاني (وحمل سابقاً جنسية المملكة المتحدة لبريطانيا العظمى وأيرلندا)، ولد في 5 أغسطس 1842، وتوفي في 10 فبراير 1942. حزبياً، نشط في الحزب الليبرالي. في الانتخابات العامة في المملكة المتحدة 1906 ‏، انتخب عضو برلمان المملكة المتحدة الـ28 عن دائرة Flint Boroughs (UK Parliament constituency) ‏ (12 يناير 1906 – 10 يناير 1910).